# محافظة مبومو
محافظة مبومو هي محافظة في جمهورية أفريقيا الوسطى، بلغ عدد سكانها 164٬009  نسمة، في 2003، عاصمتها بانجاسو، تبلغ مساحتها 61٬150 كيلومتر مربع.

## الموقع
تشترك في الحدود مع:
- محافظة باس-كوتو
- محافظة هوت-كوتو
- محافظة هوت مبومو.